# Shawnee Hills (Ohio)
Shawnee Hills – wieś w Stanach Zjednoczonych, w stanie Ohio, w hrabstwie Delaware.